# Dick Higgins
Dick Higgins (Cambridge, Inglaterra,15 de março de 1938 - Quebec, Canada, 25 de outubro de 1998) foi um compositor, poeta, tipógrafo e um dos primeiros artistas do grupo Fluxus, criador do conceito de Intermídia. Teorizou também sobre literatura, incluindo a Poesia concreta. Sua poesia tem relação com a Language poetry.
Aluno de John Cage na New School, é um dos protagonistas do grupo Fluxus. Trabalhando com pintura, performance e poesia; happenings, intermídia e filme; tipografia e livro de arte,  suas apresentações , projetos e publicações o tornaram uma figura central da rede de ideais que ligavam artistas em todo o mundo. Em 1964 funda as edições Something Else Press, que publicam textos históricos como os de Gertrude Stein e dos dadaístas; livros de artistas, poesia concreta, new music etc. Com Emmett Williams cria a Galeria Something Else. A partir de 1974, inicia as Unpublished Editions, com Geoff Hendricks, Philip Corner, Jackson Maclow, Alison Knowles e John Cage (que publica Writings through Finnegans Wake). Ativas até 1985, as edições passam a se chamar Printed Editions em 1978. A partir de 1965, Dick Higgins define seu trabalho com o termo de intermedia, conceito que supõe interseções entre mídias, espaços que não representam a fusão, mas a relação complexa no ínterim de posições. O conceito foi explicitado em várias publicações, como lntermedia (Something Else Press, 1966); Horizons. The Poetics and Theory of the lntermedia (Carbondale, Southern lllinois University Press, 1983); em happenings; em filmes como lnvocations of Canyons and Boulders, for Stan Brakhage (1962); e em gravações telefônicas: Telephone music (1970); Plug and acid novel (1977, composta com Emmett Williams); Poems and metapoems (1983); The sound of animais dying thirteen to one (1990). Entre suas publicações teóricas e antologias destacam-se FOEW & OMBWHNW (Freaked Out Electronic Wizards and Other Marvelous Bartenders Who Have No Wings) (1969); Fantastic Architecture (1971); Visible Language (1986); e Pattern Poems: Cuide to an Unknown Literature (1987). Deixou inacabado, o livro The Theoryofthe Book. Alguns de seus textos estão reproduzidos em Fluxus : O que é Fluxus? O que não é' O porquê (Brasília/Rio de Janeiro/Detroit , CCBB/The Gilbert and Lila Fluxus Collection Foundation, 2002).